# Лејксајд Парк (Кентаки)
Лејксајд Парк (енгл. Lakeside Park) град је у америчкој савезној држави Кентаки.

## Демографија
По попису из 2010. године број становника је 2.668, што је 201 (-7,0%) становника мање него 2000. године.
| Група             | 2000.         | 2010.         |
| Белци             | 2.761 (96,2%) | 2.492 (93,4%) |
| Афроамериканци    | 46 (1,6%)     | 51 (1,9%)     |
| Азијати           | 8 (0,3%)      | 10 (0,4%)     |
| Хиспаноамериканци | 33 (1,2%)     | 78 (2,9%)     |
| Укупно            | 2.869         | 2.668         |